# Callionymus platycephalus
Callionymus platycephalus, tên thông thường là cá đàn lia đầu dẹt, là một loài cá biển thuộc chi Callionymus trong họ Cá đàn lia. Loài này được mô tả lần đầu tiên vào năm 1983.

## Phân bố và môi trường sống
C. platycephalus chỉ được tìm thấy tại biển Visayas, Philippines ở độ sâu khoảng từ 30 đến 48 m. Chúng ưa vùi mình trong cát.

## Mô tả
Chiều dài lớn nhất được ghi nhận ở C. platycephalus là khoảng 8,6 cm.